# Gekijōban Pocket Monsters: Mizu no Miyako no Mamorigami Latias to Latios
Pokémon: Thần hộ mệnh của Thành phố Nước Latias và Latios (劇場版ポケットモンスター 水の都の護神 ラティアスとラティオス Gekijōban Poketto Monsutā Mizu no Miyako no Mamorigami Ratiasu to Ratiosu, lit. "Pocket Monsters the Movie: Latias and Latios, the Guardian Gods of the Water Capital"), hay còn có một tên gọi khác là Pokémon Heroes, là một bộ phim anime Nhật Bản 2002 do Kunihiko Yuyama làm đạo diễn. Phim được công chiếu ở Nhật Bản vào ngày 13 tháng 7 năm 2002, với sự tham gia của Matsumoto Rica, Ueda Yuji, Iizuka Mayumi, Hayashibara Megumi, Miki Shinichiro và Ikue Ōtani. Chuyển thể tiếng Anh được sản xuất bởi 4Kids Entertainmentvà phát hành bởi Miramax Films và ra mắt phát hành giới hạn ở Hoa Kỳ vào ngày 16 tháng 5 năm 2003, trước khi phát hành chính thức và
DVD phim vào tháng 1 năm 2004. Các diễn viên lồng tiếng Anh tham gia phim gồm Veronica Taylor, Eric Stuart, Rachael Lillis và Maddie Blaustein.
Optimum Home Entertainment đã tái phát hành DVD phim tại Anh vào ngày 9 tháng 5 năm 2011 .

## Nội dung
Tại một thành phố nhỏ của một hòn đảo một cặp vợ chồng già đang sinh sống đến một ngày thì gặp được hai đứa trẻ đang bị thương trôi dạt vào bờ. Họ đã đem hai đứa bé đó về chăm sóc, sức khỏe của chúng dần hồi phục. Đúng lúc đó một con ác ma đã tấn công vào hòn đảo. Để bảo vệ hai vợ chồng kia hai đứa trẻ đã hóa thân thành những Pokemon ảo mộng Latias Và Latios. Chúng kêu gọi bạn bè tới giúp tiêu diệt ác ma hòa bình được lập lại. Chúng đưa hai vợ chồng kia mảnh vụn trái tim là thứ đã giúp chúng đánh bại quái vật. Từ đó Latias Và Latios vẫn quanh quẩn tại hòn đảo để canh giữ viên ngọc đó.

## Phân vai
| Nhân vật              | Diễn viên lồng tiếng Nhật | Diễn viên lồng tiếng Anh                                  |
| --------------------- | ------------------------- | --------------------------------------------------------- |
| Satoshi / Ash         | Matsumoto Rica            | Veronica Taylor                                           |
| Kasumi / Misty        | Iizuka Mayumi             | Rachael Lillis                                            |
| Takeshi / Brock       | Ueda Yūji                 | Eric Stuart                                               |
| Pikachu               | Ōtani Ikue                | Ōtani Ikue                                                |
| Togepi                | Kōrogi Satomi             | Kōrogi Satomi                                             |
| Latias                | Hayashibara Megumi        | Hayashibara Megumi (giọng kêu); Kimura Madoka (giọng hát) |
| Latios                | Ebara Masashi             | Hayashibara Megumi                                        |
| Musashi / Jessie      | Hayashibara Megumi        | Rachael Lillis                                            |
| Kojiro / James        | Miki Shin-ichiro          | Eric Stuart                                               |
| Zanner/ Annie         | Kanda Uno                 | Megan Hollingshead                                        |
| Leon / Oakley         | Shaku Yumiko              | Lisa Ortiz                                                |
| Rossi / Ross          | Yamadera Kōichi           | Michael Sinterniklaas                                     |
| Vongole / Lorenzo     | Gutch Yuzo                | Wayne Grayson                                             |
| Kanon / Bianca        | Orikasa Fumiko            | Tara Sands                                                |
| Older Pichu Brother   | Tōma Yumi                 | Tōma Yumi                                                 |
| Younger Pichu Brother | Satomi Kōrogi             | Satomi Kōrogi                                             |
| Nyarth / Meowth       | Inuyama Inuko             | Maddie Blaustein                                          |
| Sounans / Wobbuffet   | Ueda Yuji                 | Kayzie Rogers                                             |
| Dẫn chuyện            | Ishizuka Unshō            | Rodger Parsons                                            |